# الملعب المركزي (قازان)
الملعب المركزي ((بالروسية: Центральный стадион)‏) هو ملعب كرة قدم متعدد الأغراض يقع في قازان، روسيا، يتسع لجلوس 25,400 متفرج. تم افتتاحه في 1960. هو الملعب الرسمي لفريق روبين كازان.

## روابط خارجية
- صورة الملعب